# Famille Caiselli
 (avril 2025).
Motif : Ni personnalités, ni sources valides
- Archive Wikiwix
- Bing
- Cairn
- DuckDuckGo
- E. Universalis
- Gallica
- Google
- G. Books
- G. News
- G. Scholar
- Persée
- Qwant
- (zh) Baidu
- (ru) Yandex
- (wd) trouver des œuvres sur Wikidata

| 1. | Préciser le motif de la pose du bandeau. | Précisez le motif de la pose du bandeau en utilisant la syntaxe suivante : {{admissibilité à vérifier\|date=avril 2025\|motif=remplacez ce texte par le motif}}                       |
| 2. | Informer les utilisateurs concernés.     | Pensez à avertir le créateur de l'article, par exemple, en insérant le code ci-dessous sur sa page de discussion : {{subst:avertissement admissibilité à vérifier\|Famille Caiselli}} |

La famille Caiselli est une famille patricienne originaire du Frioul, puis établie à Venise.

## Histoire
Les frères Leonardo et Pietro, fils de Bernardino Caisello, marchands à Caprino Bergamasco, déménagèrent leur résidence à Udine en 1610. Ils obtinrent le 7 juillet 1620 leur inscription à la citoyenneté. Ils accumulèrent des richesses, abandonnèrent le commerce et achetèrent terres et droits juridictionnels au Frioul.
Élevés en 1647 au rang de comtes de Reana, fief comportant quelques villages acquis dans le bas Frioul, ils furent rattachés à la noblesse d'Udine en 1677.
Les Caiselli furent parmi les onze familles admises au corps patricien vénitien lorsque les autorités de Venise émirent un avis pour quarante familles, dans le but de faire affluer des liquidités vers le Trésor Public. Le 24 août 1779, les Caiselli furent admises au Maggior Consiglio.
Après la chute de la République, Carlo Caiselli, chevalier de l'ordre de la Couronne de fer, fils de Francesco et de Caterina Frangipani, obtint du nouveau gouvernement impérial autrichien, par Résolution Souveraine du 2 décembre 1819, la confirmation de sa noblesse vénitienne.

## Armes
- Armes : Au 1er, d'azur à deux anges de carnation, vêtements d'or, ailés d'argent, en génuflexion  et affronté, soutenant un lis d'or ; au 2e, de gueules, à bande d'argent.